# The Battle For Midway
The Battle For Midway  est un jeu vidéo de type wargame développé et publié par Personal Software Services en 1984 sur Commodore 64, ZX Spectrum, MSX et Amstrad CPC.  Le jeu simule la bataille de Midway de la Seconde Guerre mondiale. Le joueur y contrôle les troupes américaines lors de l’attaque de la base japonaise de l’atoll de Midway après l’attaque de Pearl Harbor. À sa sortie, il reçoit un accueil plutôt négatif dans la presse spécialisée qui critique notamment ses graphismes et sa difficulté trop faible.

## Trame
The Battle For Midway retrace la bataille de Midway qui se déroule dans l’océan Pacifique pendant la Seconde Guerre mondiale et lors de laquelle les forces américaines attaque la flotte japonaise, stationné près des îles Midway, en réponse à l’attaque de Pearl Harbor.

## Système de jeu
The Battle For Midway est un wargame qui simule la bataille de Midway de la Seconde Guerre mondiale. Le joueur y commande trois détachements de l’armée américaine, deux de l’United States Navy et un de l’United States Air Force, et tente de vaincre la flotte japonaise. Chacun des détachements américains intègre un porte-avions, alors que les japonais en ont quatre. Le joueur débute la partie avec deux avions de reconnaissance qu’il doit utiliser pour repérer les détachements de la flotte japonaise,. Lorsqu'il les détectent, il peut déployer son aviation pour les attaquer. Les combats aériens se déroulent en temps réel. Les avions consomment du carburants lors qu’ils sont en vol et le joueur doit s’assurer de les renvoyer à leurs porte-avions pour se ravitailler. Le jeu contient des séquences d’action en temps réel qui se déclenchent automatiquement lorsque les forces du joueur entre en contact avec un ennemi. Lors de celles-ci, le joueur est aux commandes d’une batterie anti-aérienne et tente de détruire les avions japonais. Le jeu se termine lorsque les quatre porte-avions ennemis sont détruits,.

## Accueil
| The Battle for Midway |      |       |
| Média                 | Pays | Notes |
| Crash                 | GB   | 4/10  |
| Jeux et Stratégie     | FR   | 3/5   |
| Your Sinclair         | GB   | 5/10  |
| Sinclair User         | GB   | 2/5   |
| Your Spectrum         | GB   | 2/5   |
| Amstrad Action        | GB   | 59%   |
| Zzap!64               | GB   | 51 %  |

L’année suivant sa sortie au Royaume-Uni, The Battle For Midway fait l’objet de critiques négatives dans la presse spécialisée. Le journaliste Angus Ryall du magazine Crash souligne d’abord la qualité de son packaging qu’il juge « innovant » et « impressionnant ». Sur le plan technique, il explique notamment que le jeu n’est pas prévu pour être joué sur un écran monochrome et déplore que le lecteur n’en soit pas averti. Il estime par contre que pour le reste, le jeu est au niveau de la concurrence avec notamment son interface facile à prendre en main. Concernant son système de jeu, il note qu’il est « beaucoup moins complexe » que d’autres jeux du même genre comme Air Defence mais estime qu’il se distingue de ses concurrents par ses séquences d’action en temps réel. Il déplore cependant que ces séquences ne sont pas aussi bien réalisée que dans un shoot 'em up comme Beach Head et qu’elles n’apportent pas grand-chose au jeu. Il regrette enfin son manque de contenu et de profondeur, qu’il explique notamment par le fait que le joueur ne contrôle pas suffisamment d’unités, avant de conclure qu’il s’agit d’un premier wargame « acceptable » mais sans intérêt du fait notamment de son mélange raté entre simulation et action. Le journaliste Clare Edgely du magazine Sinclair User est également très critique et souligne en particulier son manque de « subtilité » en termes de tactique en expliquant qu’une fois la flotte ennemie repérée, le jeu se résume à envoyer autant d’avions que possible à l’attaque. Il le décrit ainsi comme un wargame « passable » et ordinaire qui souffre de la  comparaison avec des wargames plus récents comme Arnhem: The Market-Garden Operation (1985) ou Overlords (1985). De son côté, le journaliste du magazine Zzap!64 rappel d’abord qu’à sa sortie en 1984, The Battle For Midway était un des wargames les plus ambitieux jamais produit au Royaume-Uni. Il souligne ensuite ses qualités en expliquant notamment que le jeu est « rapide, fluide et facile à prendre en main » et qu’il bénéficie d’une « présentation d’un haut niveau » en comparaison des autres wargames produits dans le pays. Il déplore cependant qu’en tant que simulation, il est desservi par ses séquences d’action qui ne semblent pas à leur place dans un wargame. Il juge le résultat « incongru », « incohérent » et « peu réaliste » avant de conclure qu’en essayant de satisfaire aussi bien le grand public que les wargamer, son éditeur a finalement produit un jeu qui ne satisfait pas grand monde.